# José Galván Rodríguez
José Galván Rodríguez (Puebla de Cazalla, Sevilla, 24 de abril de 1905 - Cádiz, 27 de septiembre de 1989) fue un encuadernador español.
Es considerado uno de los grandes encuadernadores españoles del siglo XX d. C., junto a figuras como Antolín Palomino y Emilio Brugalla. Desde muy joven vivió en Cádiz, donde estudiaría en el colegio de los Salesianos, y donde posteriormente establecería su taller de encuadernación. En 1953 ganó la Medalla de Honor de la Exposición Internacional de Madrid. Mantuvo relación con varios de los grandes encuadernadores del panorama europeo, como Therese Moncey o Jules Fache. En 1971 entró en la Asociación Internacional de Artistas Europeos de la Encuadernación. El Ayuntamiento de Cádiz estableció un premio de encuadernación artística que lleva su nombre.
Actualmente sus hijos Antonio y José Galván continúan con la labor de su taller.